# 史彬 (元朝)
史彬，金朝末年、蒙元初年蠡州博野县（今河北省蠡县）人。
史彬有胆量很勇敢。蒙古太师、国王木华黎率兵南下，居民被虏，蠡州长官闭城自守，史彬对诸子说：“我们所恃的，是朝廷的州官。现在他弃民自保，我们与其束手等死，不如死中求生！”于是率乡人数百家，向木华黎请降，木华黎以书帛为符，将他们遣还。蠡州被攻破后，屠城，只有史彬与投降蒙古的人得免死难。他的曾孙史弼。